# Krimse Regionale Regering
De  Krimse Regionale Regering (Russisch: Крымское краевое правительство; Krymskoje krajevoje pravitelstvo) waren twee kortstondig bestaande regeringen op de Krim in 1918 en 1919.
Volgend op de Oktoberrevolutie in 1917 werd er een etnische Krim-Tataarse regering uitgeroepen in de Volksrepubliek van de Krim. De republiek werd omvergeworpen door de Bolsjewiekse leger in 1918 en zij installeerden de Taurida Socialistische Sovjetrepubliek. Kort daarop werd deze door Krim-Tataarse en Oekraïense troepen omvergeworpen.
In het Krim-offensief aan het eind van april 1918 veroverde het Duitse Keizerrijk de Krim. De eerste Krimse Regionale Regering ontstond op 28 juni 1918. De onder Duitse bescherming gevormde staat kreeg de Lipka-Tataarse generaal Maciej Sulkiewicz als minister-president, minister van binnenlandse zaken en buitenlandse zaken. Er waren Oekraïense plannen om de macht in de Krim over te nemen, maar met Duitse steun  bleef de regering onafhankelijk van Oekraïne. In september en oktober werden er gesprekken gehouden over een federale unie van Oekraïne en de Krimse Regionale Regering.
Na de terugtocht van de Duitse troepen uit de Krim, raakte de impopulaire Sulkiewicz zijn macht kwijt op 25 november 1918. Hij werd opgevolgd door de Karaïmse politicus en vroegere lid van de Constitutioneel-Democratische Partij Solomon Krym. Dit liberale antibolsjewistische regime bestond verder uit het vroegere KDP-lid Maksim Vinaver als minister van buitenlandse zaken en Vladimir Dmitrijevitsj Nabokov als minister van justitie. In november 1918 landden schepen van de Geallieerden op de Krim, die zich in in de lente van 1919 alweer terugtrokken.
De Krimse Regering ook bekend als de Krimse Grensregering' begon in de lente van 1919 uit een te vallen als gevolg van schermutselingen met het vrijwilligersleger van de Witten onder leiding van Anton Denikin die de loyaliteit van de leidende figuren  van de Krimse Grensregering ondermijnde. De val van de Centrale mogendheden en de terugtocht van de Geallieerden maakte de Krim volledig afhankelijk van Rusland.
Op 2 april 1919 veroverde het Rode Leger van de Sovjet-Unie Simferopol en de tweede Krimse Regionale Regering werd ontbonden. De Krimse Socialistische Sovjetrepubliek werd opgericht, maar al in juni 1919 overgenomen door de Witten. De Witten onder Denikin en later Pjotr Wrangel hielden stand tot  november 1920. 
Na de terugtrekking van de Sovjettroepen gingen de gebieden, waarover de Regering regeerde, deel uitmaken van de Krimse Autonome Socialistische Sovjetrepubliek als onderdeel van de Russische SFSR.  

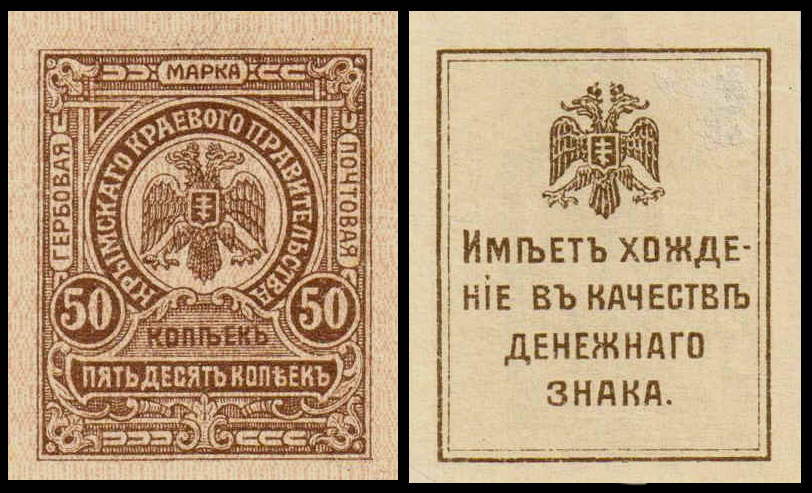
Postzegel uit 1919 van de Krimse Regionale Raad